# Кенар (посёлок)
Кенар (туркм. Kenar) — посёлок городского типа в Балканском велаяте Туркменистана. Подчинён администрации города Туркменбаши. Посёлок расположен на берегу Каспийского моря в 4 км от железнодорожной станции Красноводск (на линии Ашхабад — Красноводск).

## История
Статус посёлка городского типа с 1939 года. До 2003 года носил название Уфра. По одной из версий, название является аббревиатурой от укреплённый форт русской армии. В Кенаре расположен нефтяной порт города Туркменбаши.
В 2013 году территория посёлка Кенар вошла в состав этрапа Кенар города Туркменбаши.
26 мая 2016 года на выездном заседании Кабинета министров Туркменистана было определено упразднить посёлок Кенар города Туркменбаши.
В настоящее время[какое?] отремонтированы дороги, построен современные детский сад, так же большое внимание уделяется озеленению и благоустройству посёлка.

## Население
| 1959 | 1970 | 1979 | 1989 |
| ---- | ---- | ---- | ---- |
| 2855 | 3806 | 3843 | 3747 |